# Fundurii Noi
Fundurii Noi è un comune della Moldavia situato nel distretto di Glodeni di 995 abitanti al censimento del 2004